# گور

## واژه‌شناسی
واژه قبر عرب‌شده «گور» است که به صورت قُبور نیز جمع بسته می‌شود. اگر در مورد گور افراد با احترام یاد شود به آن آرامگاه یا مَقبره (جمع: مقابر، مقبره‌ها) نیز می‌گویند. اگر گور فرد محل زیارت شود به آن مزار گفته می‌شود. گور مقدسان و مرشدان دینی را تربت و خاک می‌نامند. در قدیم برای گور واژه «نهفت» و واژه‌هایی چون گورگاه و گورجای هم به‌کار می‌رفته‌است.
محلی که گورهای زیادی در آن در کنار هم کنده شود گورستان یا قبرستان نام دارد و که شهرداری‌های شهرهای ایران از دهه ۸۰ و ۹۰ خورشیدی اصطلاح آرامستان را نیز برای این منظور به‌کار می‌برند.

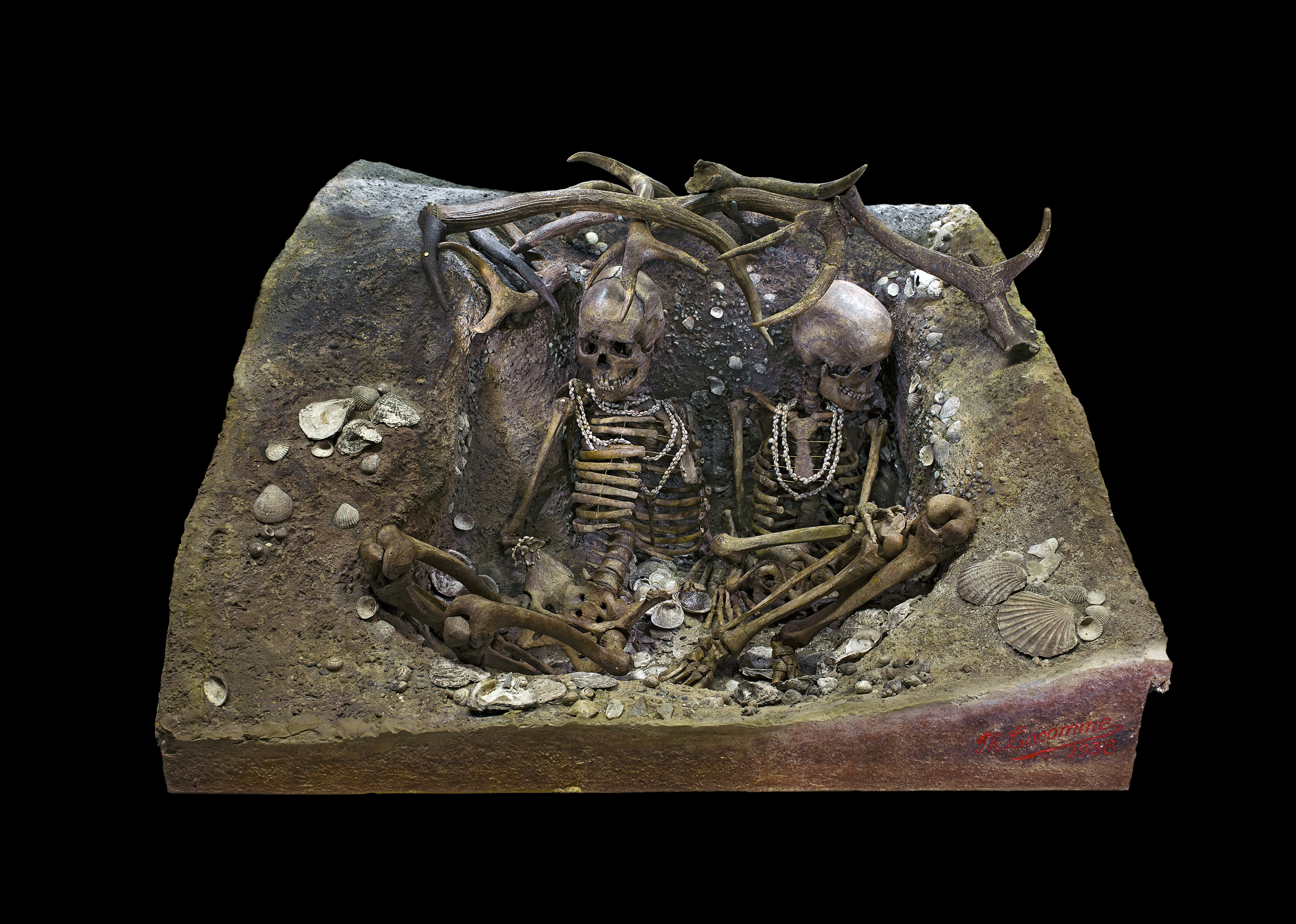
گور حفره‌ای دو زن در دوره میان سنگی

## گورها و خاکسپاری در دین‌های گوناگون
در ایران منطقه خاورمیانه سنگ قبر را به‌طور خوابیده بر روی گور می‌گذارند اما در کشورهای فرنگی سنگ گور به شکل ایستاده بالای گور جای دارد. گورها گاه به صورت خانوادگی در بخشی از گورستان در کنار هم یا در محدوده‌ای مشخص با عنوان «گور خانوادگی…» قرار داده می‌شوند و در این حالت گاه این بخش‌ها سرپرست‌ها یا کلیددارهایی هم دارد که متولی گور نامیده می‌شوند.
ایرانیان زرتشتی پیش از اسلام مردگان خود را در دخمه قرار می‌دادند. پس از اسلام نخستین گورستان‌ها سنگی بود. مانند قبرستان سیراف که قدیمی‌ترین قبرستان کشف شده ایران در دوران اسلامی است. آن‌ها استخوان‌های به‌جامانده از مردگان را نیز در چاله‌ای به نام استودان می‌ریختند.

## بخش‌های گور
- چال
- خاک حفاری‌شده گور
- در برخی موارد: تاق سنگی یا آجری.
- سنگ قبر یا نشانه‌های یادمانی دیگر از جمله گنبد و دیگر سازه‌ها

مردگان را، بسته به فرهنگ ناحیه، کفن‌پوش یا در تابوت در درون چال گور می‌نهند. امروزه در برخی کشورها از دستگاه‌های لیزری نیز برای حکاکی سنگ‌هایی مثل سنگ مزار یا سنگ‌های یادبود استفاده می‌شود. در این روش با اسکن کردن تصاویر و ورود آن‌ها به رایانه می‌توان بدون دخالت دست، آن‌ها را بر روی سنگ قبر حکاکی نمود.

## بازشکافی گور
به بازشکافتن و بیرون آوردن دوباره مرده از گور، اصطلاحاً نَبش قبر می‌گویند که واژه نبش به معنی شکافتن و کندن است.
در قوانین کشورهای اسلامی منظور از نبش قبر آنست که پیکر مرده‌ای که با دفن پوشیده شده آشکار شود، بنابراین اگر گوری را بکنند و خاک آن را بیرون بریزند، بدون آنکه جسد مرده آشکار شود نبش حرام به‌شمار نمی‌آید. و همچنین اگر مرده را روی زمین قرار داده و بر او بنائی کرده باشند یا در تابوتی از سنگ و مانند آن باشد سپس او را بیرون آورند نبش حرام نیست).
برابر مادهٔ ۶۳۴ «قانون مجازات اسلامی» در ایران، هر کس بدون مجوز مشروع، نبش قبر نماید، به مجازات حبس از سه ماه و یک روز تا یک سال محکوم می‌شود و هر گاه جرم دیگری نیز با نبش قبر مرتکب شده باشد به مجازات آن جرم هم محکوم خواهد شد. برابر ماده ۶۳۴ بین نبش قبر مسلمان فرقی گذاشته نشده‌است ولی از نظر فقهای امامیه تنها نبش قبر مسلمان حرام است.

سنگ گور قدیمی، لالجین